# Делта Џанкшон (Аљаска)
Делта Џанкшон (енгл. Delta Junction) град је у америчкој савезној држави Аљаска.

## Демографија
По попису из 2010. године број становника је 958, што је 118 (14,0%) становника више него 2000. године.
| Група             | 2000.       | 2010.       |
| Белци             | 762 (90,7%) | 824 (86,0%) |
| Афроамериканци    | 9 (1,1%)    | 17 (1,8%)   |
| Азијати           | 8 (1,0%)    | 11 (1,1%)   |
| Хиспаноамериканци | 7 (0,8%)    | 45 (4,7%)   |
| Укупно            | 840         | 958         |